# Antecedentes de la crisis de seguridad de Ecuador (2020-presente)
La crisis de seguridad de Ecuador se elevó a niveles alarmantes a finales del 2020, pero se ha desarrollado en el país sudamericano desde inicios de 2018. En el primer año de la presidencia de Lenín Moreno, el aumento de la inseguridad en el Ecuador se da por dos fenómenos, la llegada de las mafias mexicanas Cártel de Jalisco Nueva Generación y Cártel de Sinaloa, y el segundo es el enfrentamiento entre dichos grupos satélites por la hegemonía.
La situación de la República de Ecuador como camino de paso de la droga, desde Colombia y Perú hacia México para posteriormente llegar a Estados Unidos y Europa siempre estuvo presente, pero fue con la evolución del conflicto armado interno colombiano y los frentes remanentes de las Fuerzas Armadas Revolucionarias de Colombia que en Ecuador comenzaron las guerras de territorios de las diferentes pandillas y bandas de delincuentes; el primer incidente de relevancia fue el atentado contra las fuerzas del orden en  San Lorenzo del Pailón lo que desató una ola de violencia en la costa norte del país, el principal sospechoso del ataque terrorista fue una disidencia de las FARC-EP liderada por narcos ecuatorianos.
A finales de 2019, aunque en menor medida, aparte de los carteles mexicanos se registró en el país presencia de mafias de origen europeo, siendo la principal la mafia albanesa. En 2020, durante la pandemia de COVID-19, se hizo latente la crisis del ingreso de armamento ilegal de origen peruano que era de los principales contribuyentes a las bandas armadas ecuatorianas, ese mismo año estalló la crisis carcelaria en Guayaquil, porque las prisiones de la ciudad se habían vuelto nexos importantes de comunicación y enfrentamientos entre los grupos armados, ese mismo año la crisis se extendió a otras prisiones a nivel nacional, y la violencia llegó a las calles a inicio del 2022.

## Preludio

### Migración del negocio del narco
Desde finales de 2000 la política colombiana se había articulado en la erradicación del cultivo de droga en el sur del país, específicamente los departamentos de Putumayo y Nariño, que limitan con Ecuador. Antes de la ruptura, la mercancía ilegal colombiana pasaba por las rutas de la costa y selva ecuatoriana. Cuando los narcos se vieron presionados por el gobierno colombiano decidieron migrar a otros territorios de países vecinos en donde ya tenían presencia esporádica, sus destinos principales fueron Ecuador y Perú.
Para 2017, las Naciones Unidas advirtieron que el núcleo de los cultivos ilícitos en Colombia cada vez se acercaba más a territorio ecuatoriano, siendo en ese año un 35% que se ubicada a solo diez kilómetros de la frontera colombo-ecuatoriana.
En 2021, la BBC de Londres calificó a esta migración como el «efecto globo», las provincias de Esmeraldas y Sucumbíos, vecinas de Colombia.

### Cierre de la base estadounidense de Manta y politización del servicio de inteligencia
Según InSight Crime la clausura de la base al servicio de las Fuerzas Armadas de los Estados Unidos en Manta durante el gobierno de Rafael Correa en 2009 es un factor clave para el aumento de las acciones delictivas de grupos armados, ya que los estadounidenses servían como disuasión para que bandas extranjeras tuvieran influencia en el negocio de la droga en Ecuador. La Fuerza Aérea de los Estados Unidos ayudaba también en el rastreo y vigilancia de los corredores utilizados para el transporte de la mercancía. Igualmente InSight Crime reporta que desde 2013 los crímenes violentos y las incautaciones relacionadas con el tráfico de drogas se dispararon desde el año anterior.
Ese mismo año, se clausuró la Dirección Nacional de Inteligencia en favor de la Secretaría Nacional de Inteligencia, lo que para analistas, hizo que se politizara la inteligencia ecuatoriana a ser un instrumento del gobierno de turno para vigilar a sus opositores en detraimiento de la seguridad nacional, ya que las Fuerzas Armadas del Ecuador vieron limitadas sus capacidades de inteligencia especializada, seguido de una reducción de la inversión en dicho sector, es decir junto al desalojo de los estadounidenses se siguió una pauperización de las capacidades militares ecuatorianas.

## Actores

### Bandas y grupos armados
Se tiene registro que en la insurgencia participan Los Choneros, que son aliados y representantes del Cártel de Sinaloa; mientras que Los Lobos, Los Lagartos, Los Chone Killers y Los Tiguerones lo son del Cártel de Jalisco Nueva Generación (CJNG). Las disidencias de las FARC-EP se concentran más que todo en el noreste ecuatoriano, estando el Frente Oliver Sinisterra con sus propios intereses y la Columna Móvil Urías Rondón afiliada al CJNG.
Muchos de los detenidos y encarcelados por el atentado de San Lorenzo de 2018 expandieron sus conocimientos para fabricar armas y bombas caseras en las prisiones de Esmeraldas.
La Fundación para la Paz y Reconciliación–Pares de Colombia notificó que el Ejército de Liberación Nacional (ELN) también opera en territorio ecuatoriano, incluido las siguientes bandas de diverso origen: La Empresa, Gente del Orden, Guerrillas Unidas del Pacífico, Los Negritos, Los Mexicanos, Nuevo Grupo, Resistencia Campesina, Frente Steven Gonzáles y minerías ilegales.

### Respuesta de autoridades ecuatorianas
El aumento de la inseguridad propiamente estalló al comenzar el segundo año del Gobierno de Lenín Moreno, el presidente ecuatoriano definió al ataque de enero de 2018 como el «El primer atentado terrorista en Ecuador», decretando el Estado de excepción en la provincia de Esmeraldas. Moreno en el contexto de las masacres carcelarias dijo abiertamente que esos sucesos estaban relacionados con el narcotráfico.
En el gobierno de Guillermo Lasso, el mandatario declaró también el Estado de excepción por los atentados en Guayaquil en agosto de 2022 y ofreció una recompensa de 10.000 dólares para quien colabore con la búsqueda de los autores materiales e intelectuales del ataque. Para los atentados de noviembre del mismo año Lasso insinuó que los organismos de los derechos humanos defienden a los atacantes.

## Desarrollo

### Atentados en frontera norte de Ecuador de 2018
Los atentados en frontera norte de Ecuador de 2018, fue una serie de atentados terroristas que se desarrolló en las localidades de San Lorenzo, Mataje y Viche en la provincia de Esmeraldas, Norte de Ecuador. Se iniciaron el 7 de enero de 2018 en las afueras de las instalaciones del distrito de la Policía Nacional de San Lorenzo donde, en horas de la madrugada, se produjo la explosión de un coche bomba que dejó 28 personas heridas, así como también severos daños a la infraestructura del recinto policial y de 37 viviendas cercanas al lugar del suceso. En investigaciones preliminares, las autoridades ecuatorianas ligaron este incidente a organizaciones delictivas vinculadas al narcotráfico. 
En los días siguientes al atentado en San Lorenzo, empezaron a registrarse varios atentados menores; sin embargo, el 22 de marzo ocurrió una explosión de una bomba ubicada a un costado de la carretera San Lorenzo—Mataje, que provocó la muerte de 3 infantes de marina, además de dejar 7 heridos más. La crisis se agravó el 26 de marzo con el secuestro de 3 miembros del equipo periodístico del diario El Comercio, quienes cubrían un reportaje sobre los hechos que se estaban suscitando en Mataje y sus cercanías.
El secuestro y posterior asesinato de los periodistas, así como la autoría de varios de los atentados, han sido adjudicados al Frente Oliver Sinisterra, un grupo disidente de la Columna Móvil Daniel Aldana de las Fuerzas Armadas Revolucionarias de Colombia (FARC), quienes se negaron a deponer las armas negándose a aceptar los acuerdos de paz entre esta guerrilla y el gobierno colombiano, autodenominándose como un «frente activo», pero Colombia no les da el calificativo de grupo insurgente sino de grupo delincuencial, denominándolo un Grupo Armado Organizado Residual (GAOR).

### Evolución de la Crisis de seguridad
Desde finales de 2020, Ecuador ha sufrido un conflicto entre organizaciones criminales con conexiones al narcotráfico conocido también como crisis de seguridad. Los conflictos iniciaron luego del asesinato de Jorge Luis Zambrano, líder de la banda criminal Los Choneros, considerada una de las más antiguas y peligrosas del país. Zambrano fue asesinado el 28 de diciembre de 2020 y su muerte llevó a que las agrupaciones criminales conocidas como Los ChoneKillers, Los Lobos, Los Pipos y Los Tiguerones, que funcionaban como subestructuras de Los Choneros, se separaran de la banda e iniciaran una guerra contra sus antiguos líderes por el control de los centros carcelarios del país y del tráfico de drogas a través de una serie de masacres y otros hechos delictivos.
La ola de violencia ha generado un marcado despunte en el número de asesinatos en el país. En 2021, la tasa de homicidios intencionales alcanzó el 14,04 por cada 100 000 personas y un saldo de 2497 muertes violentas (la mayor desde 2011), en comparación con una tasa de 7,8 en 2020. Estas cifras han continuado aumentando en 2022, cerrando dicho año con una tasa de homicidios de 25 por cada 100.000 habitantes y un saldo de 4603 muertes violentas. El dato más reciente de 2023 dicta que este cerró con una tasa de 40 homicidios por cada 100.000 habitantes y un saldo de cerca de 7592 muertes violentas. La zona del país más violenta es la denominada "Zona 8", que aglutina a los cantones de Guayaquil, Durán y Samborondón. La misma vio 53 asesinatos entre enero y febrero de 2021 y 162 en el mismo periodo de 2022.
En 2023, en la zona 8 que comprende a Guayaquil, Durán y Samborondón, entre el 1 de enero y el 24 de abril, se reportaron cerca de 730 muertes violentas, siendo el lugar más violento del país.